# Franz Bamberger
Franz Michael Bamberger (* 26. September 1855 in Mainz; † 27. August 1926 in Langenschwalbach) war ein jüdischer Bankier und Politiker im Großherzogtum Hessen.

## Leben
Franz Bamberger war der Sohn des Bankiers und Landtagsabgeordneten Rudolph Bamberger (1821–1900) und dessen Frau Bertha, geb. Seligmann (1827–1915), und Neffe von Ludwig Bamberger. Am 22. September 1885 heiratete er Anna Klara Lewino (* 31. Oktober 1865 in Mainz), die Tochter des Wormser Weinhändlers Pius Lewino (1836–1900) und seiner mit ihm verheirateten Cousine Rosalia Leoni (* 4. November 1838 in Kirchheimbolanden). Anna Klara Lewino hatte bei Clara Schumann in Frankfurt Klavier studiert und war die Tante 2. Grades der Pianistin Grete Sultan. Die Söhne von Franz und Anna Klara Bamberger waren der Film- und Theaterregisseur Ludwig Berger und der Szenenbildner Rudolf Bamberger.
Franz Bamberger studierte nach dem Abitur am Großherzoglichen Gymnasium zu Mainz 1873 Rechtswissenschaften und schloss sein Studium mit der Promotion zum Dr. jur. ab. Danach trat er in das von seinem Großvater August Bamberger gegründete Bankhaus Bamberger & Co. in Mainz ein. Später wurde er in dem Unternehmen Seniorchef. Ab 1911 wurde das Bankhaus Bamberger Teil der Berliner Disconto-Gesellschaft. Franz Bamberger wurde Aufsichtsratsmitglied der Disconto-Gesellschaft wie auch mehrerer anderer Unternehmen. Seit 1905 war Bamberger Mitglied der Mainzer Handelskammer, ab 1907 dort Vizepräsident und ab 1908 deren Präsident. Auch war er Mitglied des Provinzialtags der Provinz Rheinhessen.
Zwischen 1911 und 1918 war er Mitglied der ersten Kammer der Landstände des Großherzogtums Hessen. Am 3. Juni 1911 wurde mit dem „Gesetz, die Landstände betreffend“ das Wahlrecht geändert. Nun bestimmte die Handwerkskammer einen Vertreter der Handwerkerschaft, die Landwirtschaftskammer einen Landwirt und die Handelskammer einen „Vertreter für Handel und Industrie“. Franz Bamberger war der Vertreter für Handel und Industrie. Ebenfalls 1911 wurde Bamberger zum geheimen Kommerzienrat ernannt. Bereits vorher war er kommunalpolitisch tätig geworden. So war er ab 1900 Stadtrat in Mainz und 1905 bis 1911 Beigeordneter im Mainzer Magistrat und dort Dezernent für Kunst und Theaterangelegenheiten.